# Signe Persson-Melin

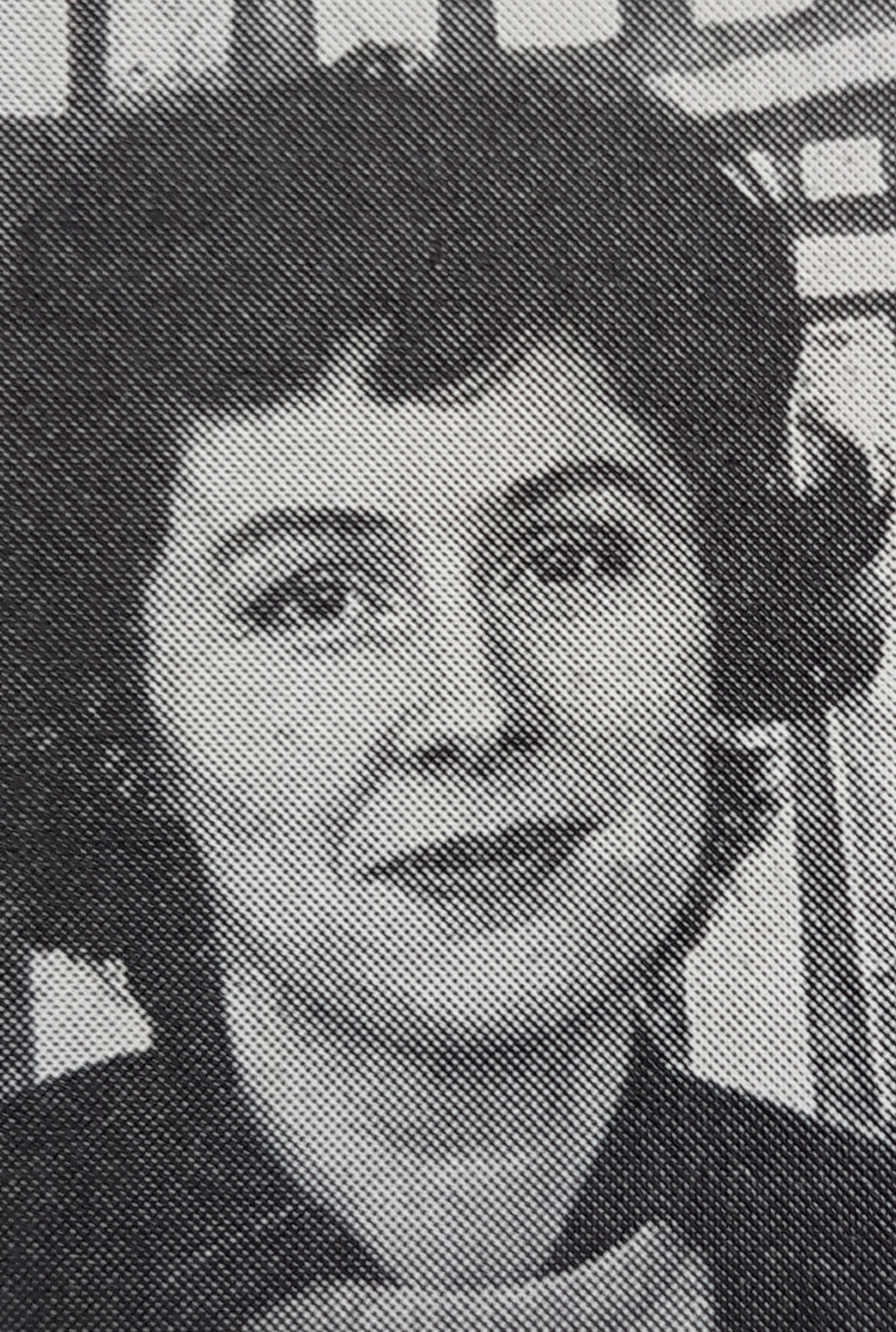
Signe Persson-Melin

Signe Persson-Melin (* 1925 in Tomelilla; † 31. August 2022 in Malmö) war eine schwedische Designerin, die hauptsächlich mit Keramik, Glas und Zinn arbeitete.

## Ausbildung
Signe Persson-Melin interessierte sich schon früh für das Töpfern. Sie brach ihren Schulgang ab, um in einer kleinen Firma in Lomma, in der Nähe von Malmö, Krüge zu drehen. Sie erhielt ihre Ausbildung Ende der 1940er Jahre in Kopenhagen und an der Kunsthochschule Konstfack in Stockholm.

## Leben und Werk
Signe Persson-Melin erlangte ihren Durchbruch auf der Helsingborger Ausstellung 1955 mit Gewürztöpfchen aus Ton mit weißer Zinnglasur, als Deckel diente ein kräftiger Korken und ein deutlicher Schriftzug erklärte den Inhalt. Das war frech und neu und kam direkt beim Publikum an. Während der 1950er und 1960er Jahre machte sie sich einen Namen durch ihre rustikale Gebrauchskeramik in einfachen und funktionellen Formen sowie Kannen und Schüsseln aus Steingut. Während der 1970er Jahre schuf sie diverse Glasprodukte für die Firma BodaNova, beispielsweise eine Teekanne mit Korkgriff und dazu passendem Glasstövchen. Diese Kanne wurde weltweit plagiiert. Weiterhin hatte sie Aufträge für Höganäs Keramik, Kosta Boda und Rörstrand.
Persson-Melin hat auch mehrere große öffentliche künstlerische Ausschmückungen ausgeführt, so z. B. in der U-Bahn-Station T-Centralen in Stockholm, zusammen mit Anders Österlin (1956–57) und Nya Folkets Hus in Stockholm mit Anders Liljefors (1959–60). Ihre Formsprache in Keramik ließ sich auch direkt auf Zinn überführen, wie die elegante Teekanne in Zinn für die Firma Svenskt Tenn (2004) zeigt.
Während der Jahre 1985–90 und 1993–94 war sie Professor an der Kunsthochschule konstfack in Stockholm. 2002 bekam sie den Kulturpreis der Region Skåne (Interessenverband Region Schonen) dotiert mit 100.000 Kronen und 2003 erhielt sie ein Keramikstipendium von Gustavsberg.
Ab 1955 war sie mit dem Grafiker John Melin verheiratet und hatte ab 1998 ein eigenes Studio in Malmö.

### Bilder

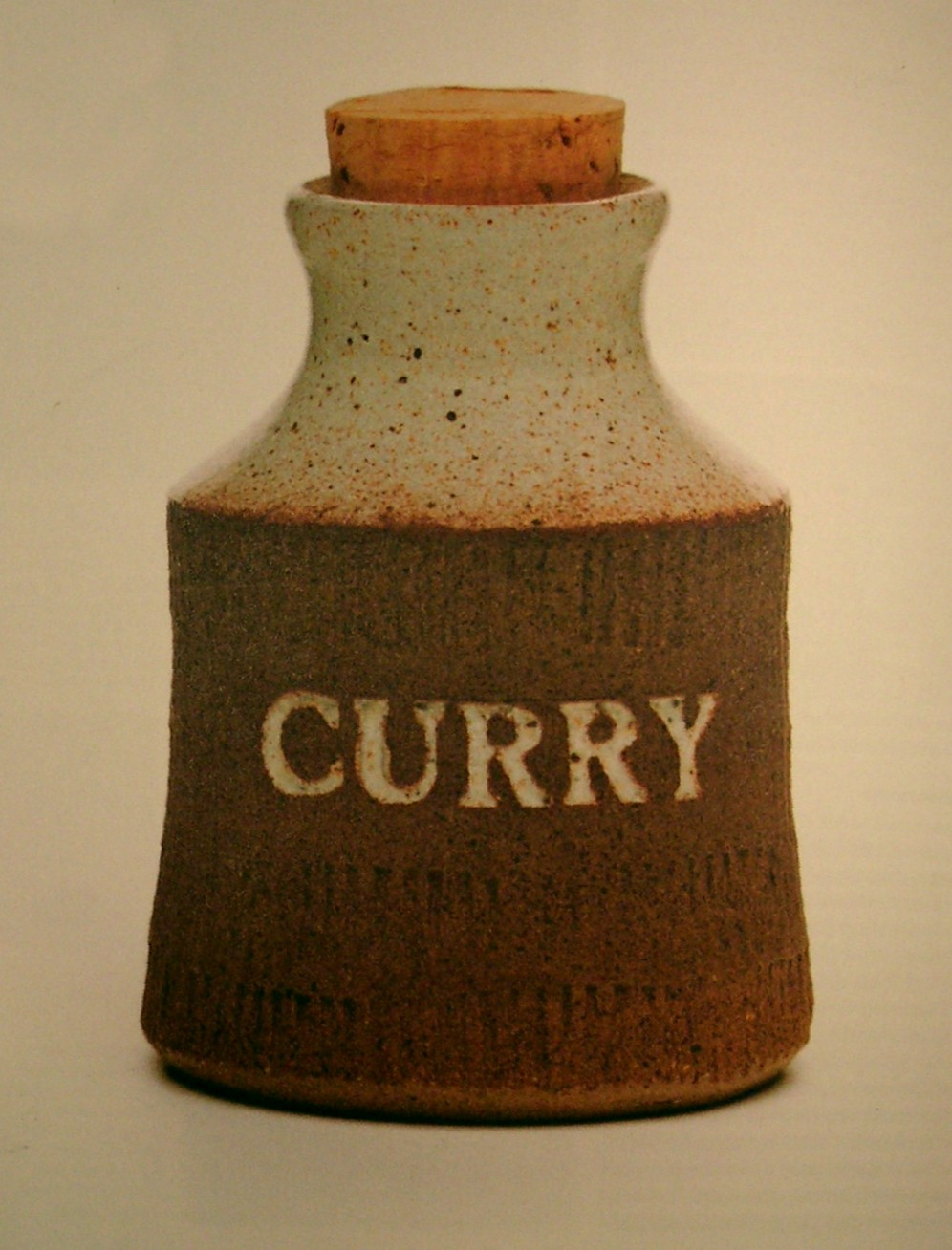
Gewürztöpfchen „Curry“, 1955
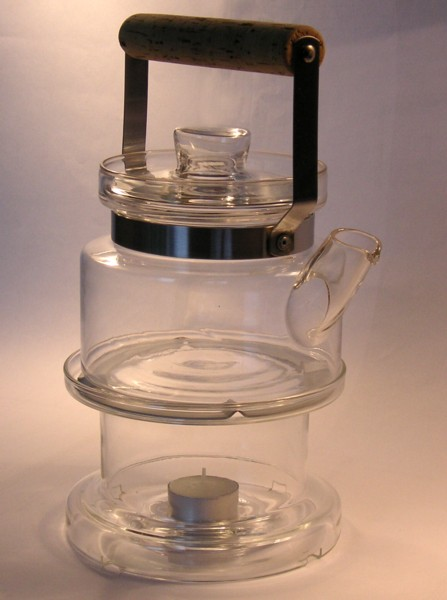
Teekanne aus Glas mit Stövchen für Boda Nova, 1971
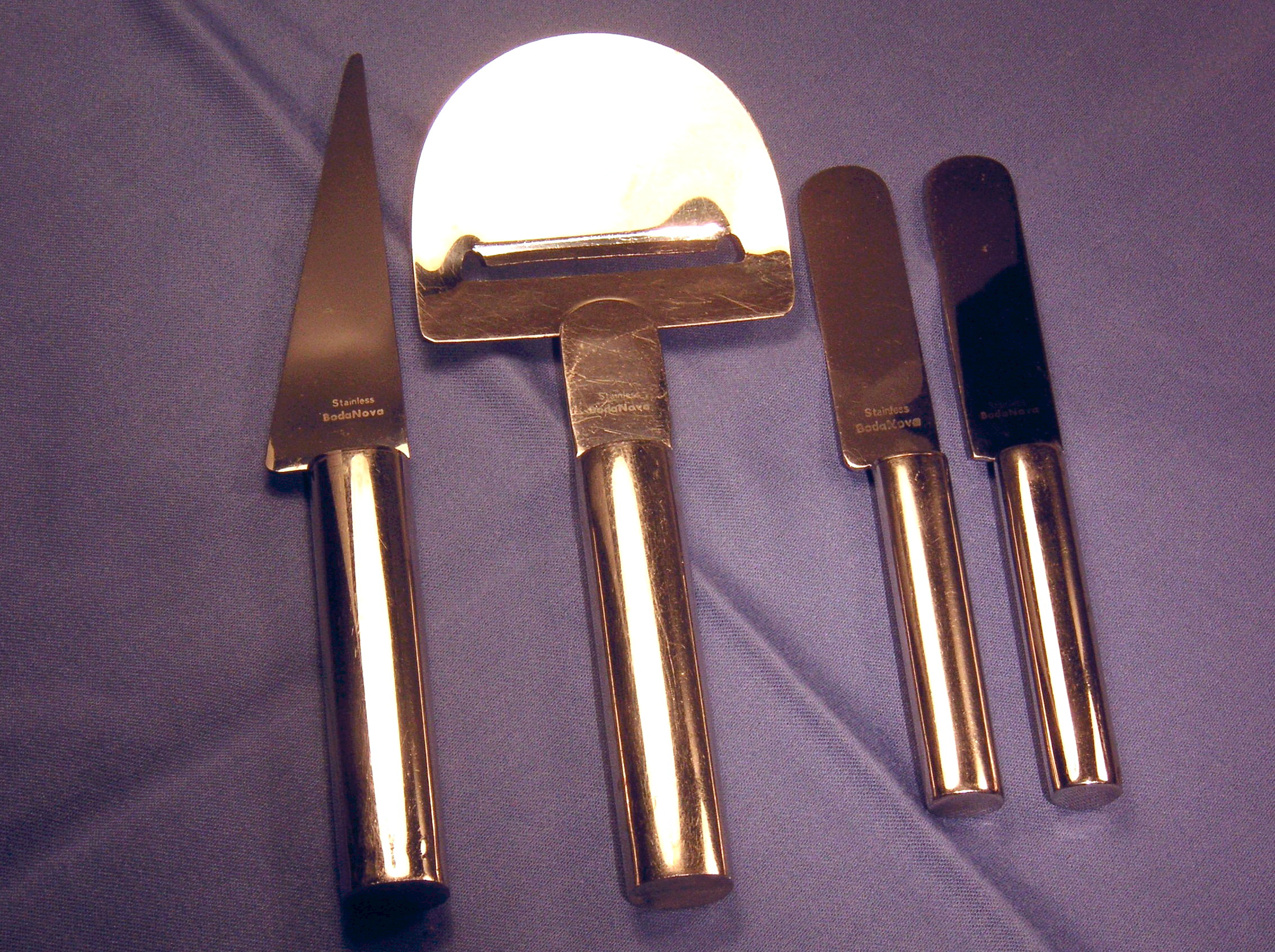
BodaNovas Edelstahl-Besteck aus den 1980er Jahren
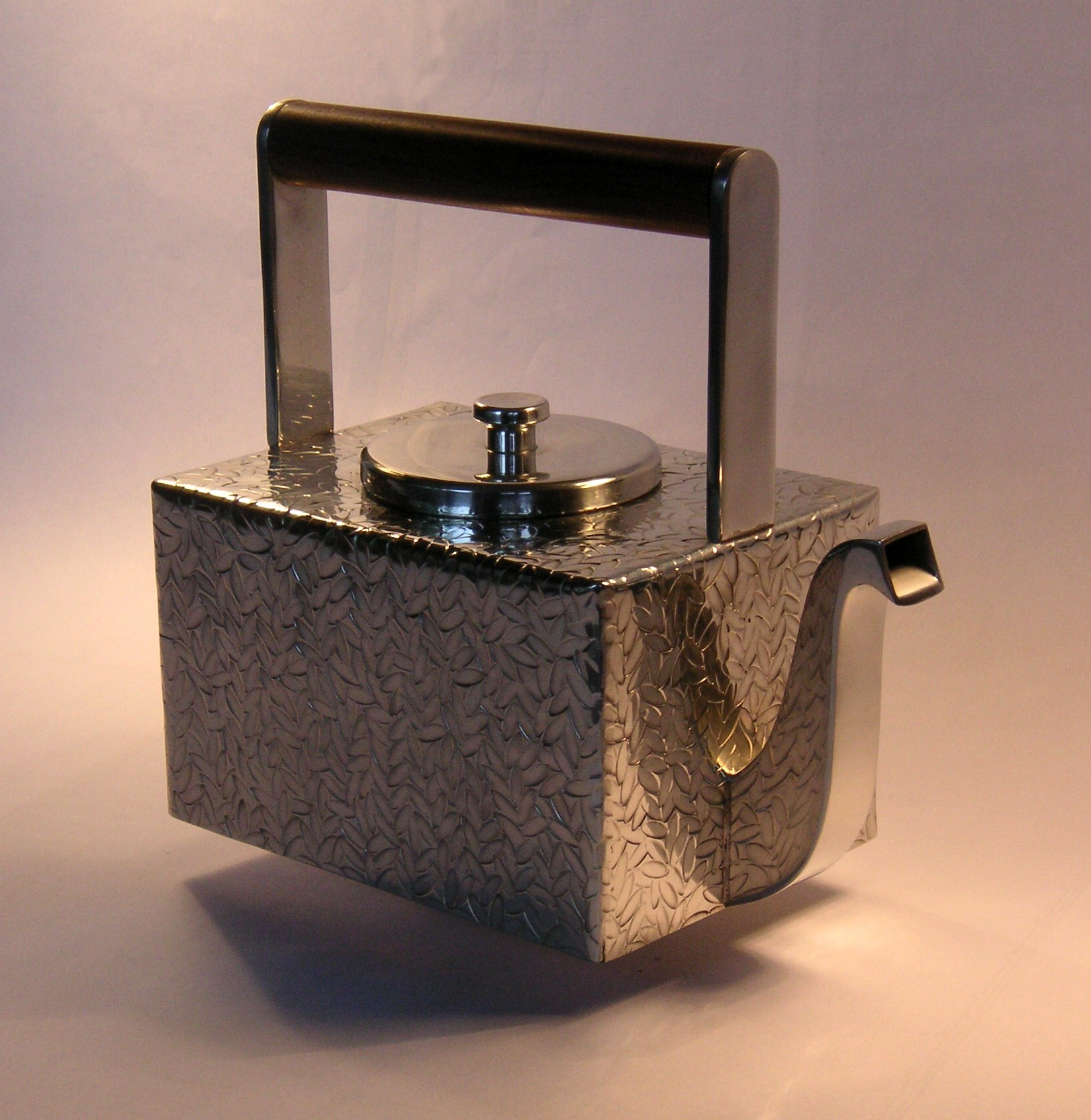
Teekanne aus Zinn für Svenskt Tenn, 2004
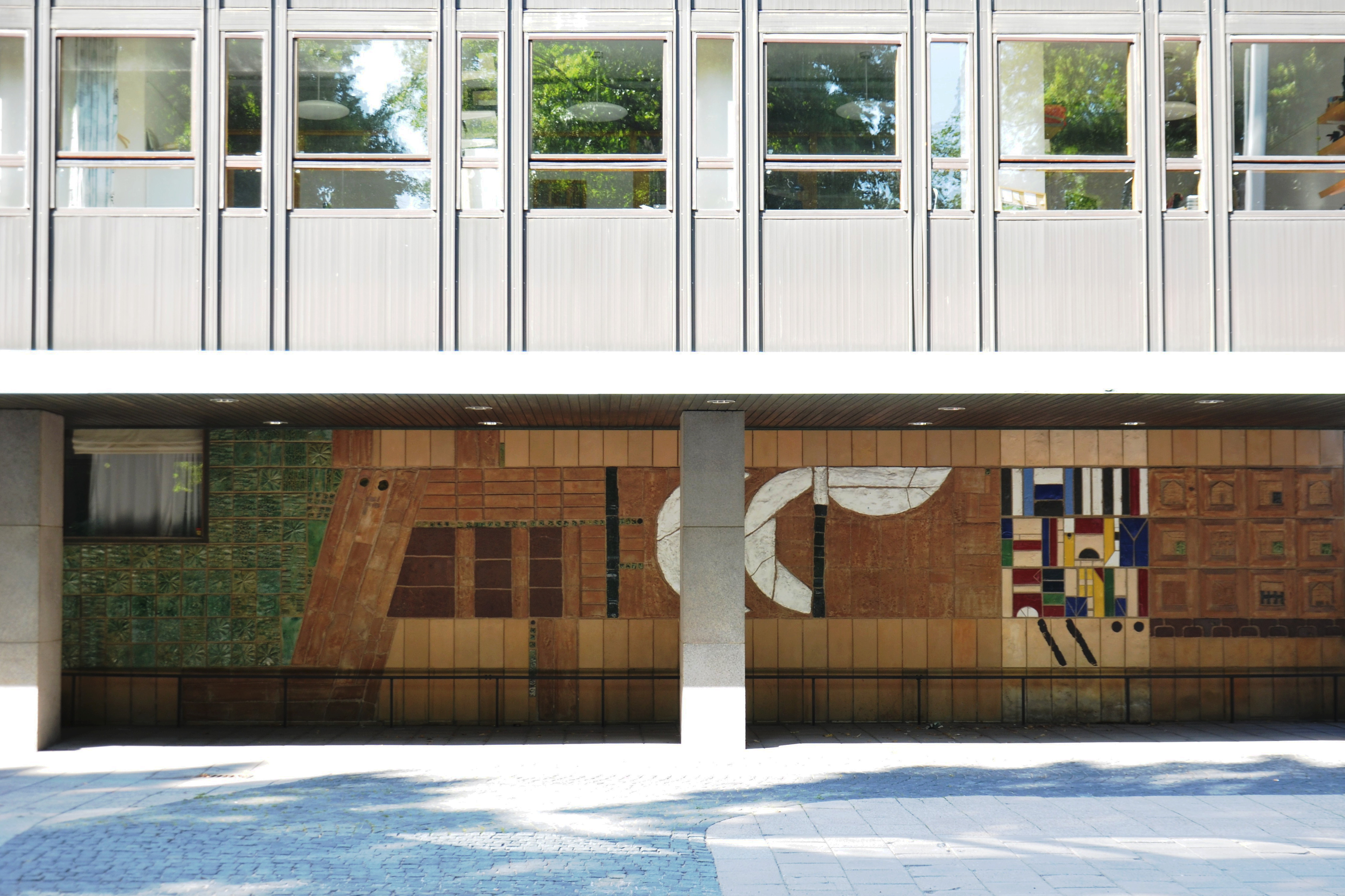
Mosaikrelief im Karlavägen in Stockholm (zusammen mit Anders Liljefors)

## Einige Arbeiten (Auswahl)
- Ruben, Glas für Boda 1967
- Sill i kvadrat, für Boda 1969
- Original, in Glas und Kork 1971
- Sparkling, Glas 1971
- Chess, Service für Boda Nova 1971
- Primeur, Service für Rörstrand 1980
- À la Carte, Service für Rörstrand 1980
- Signum, Service (auch Besteck und Glas) für Boda Nova 1994
- Tennkanna, Zinnkanne für Svenskt Tenn, 2004